# Atalaya Riotinto Minera
Atalaya Riotinto Minera, denominada inicialmente Emed Tartessus, es una empresa española del sector de la minería cuya actividad principal se centra en la histórica cuenca minera de Riotinto-Nerva, en la provincia de Huelva. La empresa constituye una filial del grupo Atalaya Mining.

## Historia
En la década de 2000 la empresa chipriota Emed Mining, renombrada con posterioridad como Atalaya Mining, mostró interés por hacerse con la propiedad de las históricas minas de Riotinto, al norte de la provincia de Huelva. Por aquella época la cuenca minera se encontraba inactiva debido a la caída de precios del cobre en el mercado internacional y las crisis subsiguientes que había atravesado la minería. En 2007 desde Emed Mining se dieron los primeros pasos, logrando hacerse con los yacimientos en octubre de 2008.
La empresa chipriota planteó una serie de inversiones financieras y planes estratégicos con vistas a reactivar la actividad minera, el llamado «Proyecto Riotinto». Para ello creó una filial en España, Emed Tartessus, a través de la cual gestionar sus operaciones en suelo español. Sin embargo, la propiedad de los yacimientos fue una cuestión que se complicó por diversos problemas con los propietarios anteriores, así como las reticencias de la administración autonómica al proyecto. Tras un largo proceso administrativo que duró años, finalmente en 2015 se reiniciaron los trabajos de extracción mineral en Riotinto. Ese mismo año la empresa adoptó el nuevo nombre de «Atalaya Riotinto Minera».

## Actividades

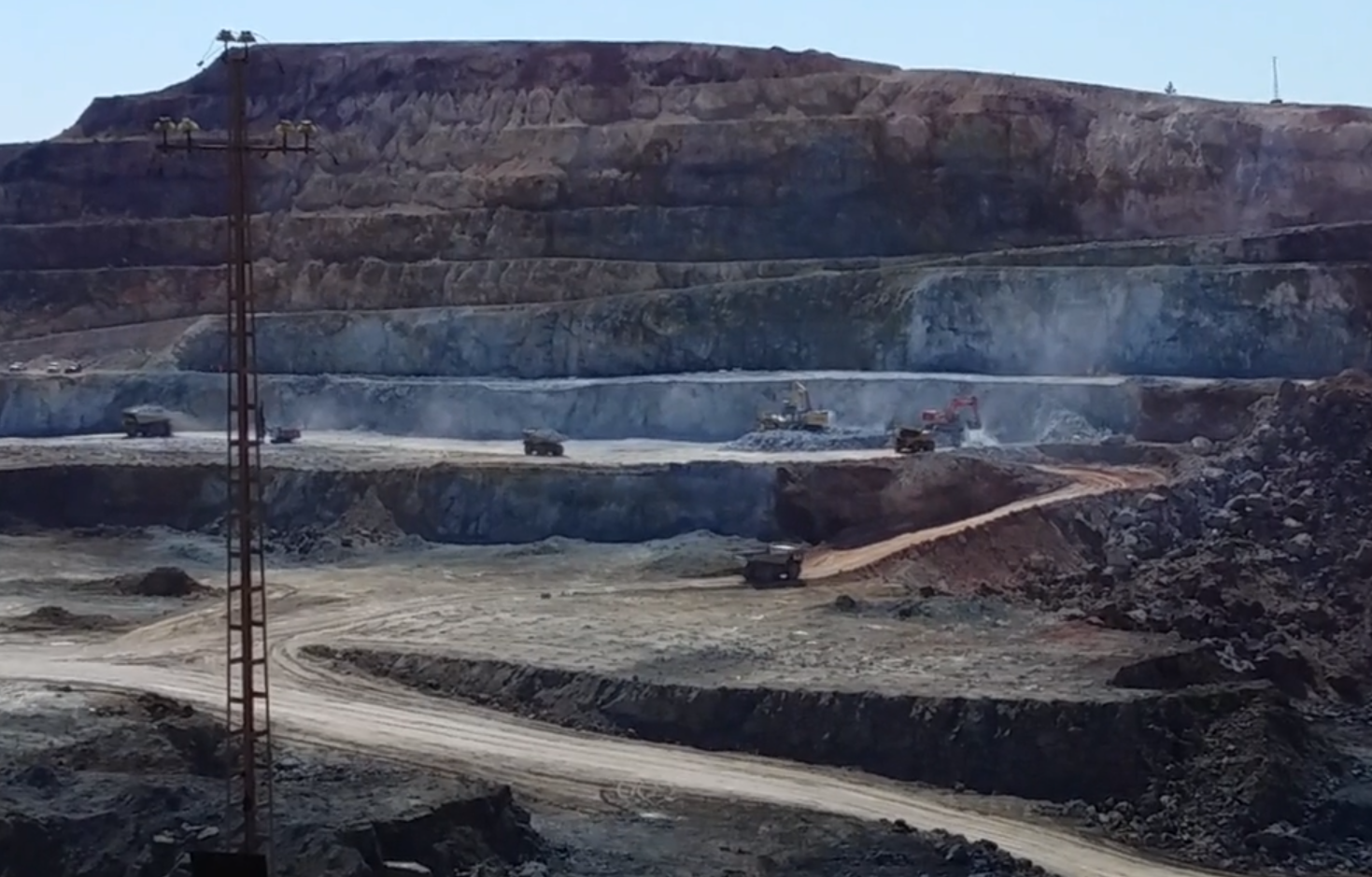
Volquetes y retroexcavadoras en Cerro Colorado Este, en 2015.

En la actualidad las principales labores de extracción de Atalaya Riotinto Minera  se realizan en el yacimiento de Cerro Colorado, que atesora importantes reservas de mineral de cobre, con una previsión de al menos 16 años de actividad minera en la zona. Desde 2019 los concentrados de cobre que se extraen tienen como destino la fundición que la empresa Atlantic Copper posee en el Polo Químico de Huelva, donde estos son procesados. Existe un proyecto para la posible reactivación de los trabajos mineros en el antiguo yacimiento de Corta Atalaya, al tiempo que se han venido realizando labores de sondeo en varias zonas de la cuenca. 
Otra línea de actuación de Atalaya Riotinto Minera ha pivotado en torno a la conservación y puesta en valor del patrimonio minero-industrial heredado. Destacan en este sentido los diversos trabajos de rehabilitación que se han realizado en la necrópolis romana de La Dehesa y en la Corta Atalaya, de cara a preparar ambos espacios para las visitas turísticas. Muchas de estas labores se han realizado en colaboración con la Fundación Río Tinto y otras entidades.